# Netbone
Die Netbone Digital war ein 2007 gegründeter schweizerischer Internetprovider. Die Geschäftstätigkeit wurde überraschend Ende 2012 eingestellt.

## Geschichte
Der Name leitete sich von Net für Netz und Bone in Anlehnung an einen Backbone ab. Ursprünglich stammt das Unternehmen aus dem Grossraum Nürnberg, wo das Unternehmen bis 2001 ansässig war. Bis heute unterhält das Unternehmen allein in Nürnberg 3 Standorte. Die zentrale Anbindung erfolgt dabei über Frankfurt. Das Unternehmen entwickelte sich aus dem Mailboxsystem Winkelhaid, das ab 1980 Mailboxdienste angeboten hatte. 1985 erfolgte dann die Einstellung der Mailboxsystemdienste und man konzentrierte sich auf die Bereitstellung von BTX-Seiten im Bildschirmtext-Dienst der Deutschen Post. 1987 wurde durch die Anbindung eines externen Rechners an den BTX-Dienst der Deutschen Post ein interaktives Medium geschaffen. 1993 wurde der BTX-Dienst in Datex-J umbenannt und mit Ende des Postmonopols noch bis 1995 betrieben. 1995 erfolgte die Erschliessung des Geschäftsbereichs Internet. Ab 1995 war man als Webhosting-Anbieter tätig.
Die Netbone Digital war in Deutschland, Schweiz, Liechtenstein, Österreich, Moldawien, Russland, China und USA mit eigenen Standorten präsent. Davon waren Deutschland und die Schweiz durch eigene Rechenzentren erschlossen. Bei den Standorten in Liechtenstein, Österreich, Moldawien, Russland, China und USA handelte es sich um Colocationsflächen, die in carrierneutralen Rechenzentren angemietet wurden und insgesamt Fläche für weitere 2.000 Server bieten. Das Endkundenbusiness wurde 2009 eingestellt und das Unternehmen bot seine Dienstleistungen nahezu ausschliesslich für Internetprovider an.
Das Unternehmen betrieb drei eigene Rechenzentren, wovon zwei in Nürnberg und eines in der Schweiz lagen, mit einer Gesamt-Kapazität für 60.000 Server. Im Bereich IP-Telefonie bediente das Unternehmen nach eigenen Angaben über 90.000 Kunden. 2007 wurde die Netbone Digital AG gegründet, die als geschäftsführendes Organ der Netbone Digital-Gruppe tätig war. Neben dem Standort Chur wurde zudem ein Standort in St. Moritz, sowie in Zürich unterhalten. Die Netbone Digital-Gruppe wiederum bestand aus 30 Unternehmen, die verschiedenste IT-Dienstleistungen in den jeweiligen Fachbereichen erbrachten.
Grösster Anteilseigner war mit 50 % die Worldcall. Die restlichen Anteile befanden sich im Privatbesitz verschiedener Investoren. Die Vertretung im Aussenverhältnis erfolgte durch Christian Todisco, der den bis dahin tätigen Verwaltungsrat im Dezember 2010 ablöste. Das Unternehmen war unter der UID CHE-113.766.141 registriert. Die Aktien des Unternehmens verfügten über eine eigene Valorennummer.
Ende 2012 wurde das operative Geschäft eingestellt. Die Gesellschaft tritt somit nicht mehr auf dem Markt in Erscheinung und wurde zu einer reinen Holdinggesellschaft. Die Webseiten sind ebenfalls seit Ende 2012 abgeschaltet.
Seit 2013 hat die Holding ihren Sitz in Winterthur im Kanton Zürich (Schweiz).
2014 erfolgten erhebliche Investments in neue Internetplattformen und Provider und es wurde ein Rechenzentrumstandort in Winterthur finanziert, der zunächst ausschliesslich für Unternehmen der eigenen Gruppe genutzt wurde. Der Betrieb selbst wurde in eine eigenständige GmbH ausgelagert. Seit 2015 steht der Standort über eine gesonderte Vermarktungsgesellschaft auch für externe Kunden zur Verfügung.
2015 wurde die Holdinggesellschaft in eine weitere AG ausgelagert und die NAG Netbone Digital Datacenter AG schloss sich mit der Netdiscounter GmbH in Nürnberg zusammen. Dadurch verfügt das Unternehmen nun über einen weiteren Rechenzentrumstandort in Nürnberg.
2016 wurde ein einheitliches Branding geschaffen und sowohl auf Schweizer als auch auf deutscher Seite arbeitet das Unternehmen nun als NAG DATACENTER AG. Das Unternehmen betreibt dabei sein eigenes AS und ist beispielsweise RIPE und DeNIC-Mitglied.
Tätigkeitsschwerpunkt der NAG DATACENTER AG sind Colocation-Services für Geschäftskunden und Internetprovider.
Seit 11. Oktober 2018 ist das Unternehmen in Liquidation.